# Isländische Fußballmeisterschaft 1918
Die isländische Fußballmeisterschaft 1918 war die siebente Spielzeit der höchsten isländischen Fußballliga.
Zum ersten Mal in der Geschichte der Liga nahmen vier Mannschaften daran teil. Der Titel ging zum sechsten Mal in Folge an Fram Reykjavík.

## Abschlusstabelle
| Pl. | Verein             | Sp. | S | U | N | Tore    | Quote | Punkte |
| --- | ------------------ | --- | - | - | - | ------- | ----- | ------ |
| 1.  | Fram Reykjavík (M) | 3   | 3 | 0 | 0 | 014:500 | 2,80  | 06:0   |
| 2.  | Víkingur Reykjavík | 3   | 2 | 0 | 1 | 011:800 | 1,38  | 04:20  |
| 3.  | Valur Reykjavík    | 3   | 1 | 0 | 2 | 004:800 | 0,50  | 02:40  |
| 4.  | KR Reykjavík       | 3   | 0 | 0 | 3 | 004:120 | 0,33  | 0:60   |

| (M) | amtierender isländischer Meister |

### Kreuztabelle
Die Kreuztabelle stellt die Ergebnisse aller Spiele dieser Saison dar. Die Heimmannschaft ist in der ersten Spalte aufgelistet, die Gastmannschaft in der obersten Reihe. Die Ergebnisse sind immer aus Sicht der Heimmannschaft angegeben.
| 1918               | Fram Reykjavík | Víkingur Reykjavík |     | KR Reykjavík |
| Fram Reykjavík     |                | 6:3                | 2:1 | 6:1          |
| Víkingur Reykjavík | –              |                    | 5:0 | 3:2          |
| Valur Reykjavík    | –              | –                  |     | 3:1          |
| KR Reykjavík       | –              | –                  | –   |              |